# Marnay-sur-Marne
Marnay-sur-Marne és un municipi francès situat al departament de l'Alt Marne i a la regió del Gran Est. L'any 2007 tenia 287 habitants.

## Demografia

### Població
El 2007 la població de fet de Marnay-sur-Marne era de 287 persones. Hi havia 116 famílies de les quals 24 eren unipersonals (12 homes vivint sols i 12 dones vivint soles), 36 parelles sense fills, 44 parelles amb fills i 12 famílies monoparentals amb fills.
La població ha evolucionat segons el següent gràfic:
Habitants censats

### Habitatges
El 2007 hi havia 143 habitatges, 117 eren l'habitatge principal de la família, 12 eren segones residències i 14 estaven desocupats. 141 eren cases i 1 era un apartament. Dels 117 habitatges principals, 111 estaven ocupats pels seus propietaris, 4 estaven llogats i ocupats pels llogaters i 2 estaven cedits a títol gratuït; 1 tenia dues cambres, 10 en tenien tres, 21 en tenien quatre i 85 en tenien cinc o més. 102 habitatges disposaven pel capbaix d'una plaça de pàrquing. A 38 habitatges hi havia un automòbil i a 69 n'hi havia dos o més.

### Piràmide de població
La piràmide de població per edats i sexe el 2009 era:
| Homes | Edats   | Dones |
| ----- | ------- | ----- |
| 0     | 95 o +  | 0     |
| 1     | 90 a 94 | 1     |
| 1     | 85 a 89 | 0     |
| 3     | 80 a 84 | 4     |
| 0     | 75 a 79 | 6     |
| 6     | 70 a 74 | 1     |
| 2     | 65 a 69 | 7     |
| 10    | 60 a 64 | 5     |
| 7     | 55 a 59 | 7     |
| 13    | 50 a 54 | 11    |
| 16    | 45 a 49 | 17    |
| 10    | 40 a 44 | 8     |
| 11    | 35 a 39 | 9     |
| 5     | 30 a 34 | 11    |
| 8     | 25 a 29 | 7     |
| 6     | 20 a 24 | 4     |
| 10    | 15 a 19 | 9     |
| 12    | 10 a 14 | 6     |
| 9     | 5 a 9   | 7     |
| 5     | 0 a 4   | 8     |

## Economia
El 2007 la població en edat de treballar era de 177 persones, 132 eren actives i 45 eren inactives. De les 132 persones actives 124 estaven ocupades (69 homes i 55 dones) i 9 estaven aturades (5 homes i 4 dones). De les 45 persones inactives 26 estaven jubilades, 8 estaven estudiant i 11 estaven classificades com a «altres inactius».

### Ingressos
El 2009 a Marnay-sur-Marne hi havia 115 unitats fiscals que integraven 296 persones, la mediana anual d'ingressos fiscals per persona era de 21.280,5 €.

### Activitats econòmiques
Dels 3 establiments que hi havia el 2007, 1 era d'una empresa de fabricació d'altres productes industrials, 1 d'una empresa immobiliària i 1 d'una empresa de serveis.
Dels 2 establiments de servei als particulars que hi havia el 2009, 1 era un restaurant i 1 agència immobiliària.
L'any 2000 a Marnay-sur-Marne hi havia 8 explotacions agrícoles que ocupaven un total de 267 hectàrees.

## Poblacions més properes
El següent diagrama mostra les poblacions més properes.